# Lozna, Sălaj
Lozna là một xã thuộc hạt Sălaj, România. Dân số thời điểm năm 2002 là 1213 người.